# Sas-patak
A Sas-patak Tornaszentjakab településtől délkeletre, a szlovák-magyar határ közelében, Borsod-Abaúj-Zemplén vármegyében, mintegy 180 méteres tengerszint feletti magasságban ered. A patak forrásától kezdve előbb északi, majd nyugat-délnyugati irányban folytatja útját Tornaszentjakab felé, majd Tornanádaskától délre éri el a Bódva folyót.

## Élővilága

### Faunája
A patakban él: a Haliploidea öregcsaládba tartozó, ezen belül is a víztaposóbogár-félék családba tartozó  Anacaena globulus, Anacaena lutescens, valamint Gyrinus substriatus,  továbbá tarka csíkbogár (Platambus maculatus), recéshátú csíkbogár (Colymbetes fuscus), Hydroporus fuscipennis, Hydroporus planus,  Dytiscus latissimus és Enochrus ochropterus.

## Part menti települések
- Tornaszentjakab
- Antal-major
- Hidvégardó
- Becskeháza
- Bódvalenke
- Tornanádaska